# Gina Mancuso
Gina Mancuso est une joueuse de volley-ball américaine née le 31 mai 1991 à Bellevue (Nebraska). Elle mesure 1,83 m et joue au poste de réceptionneuse-attaquante.

## Clubs
| Club                    | De        | À         |
| ----------------------- | --------- | --------- |
| Cornhuskers du Nebraska | 2009-2010 | 2011-2012 |
| Leonas de Ponce         | 2013      | 2013      |
| Rabita Bakou            | 2013-2014 | 2013-2014 |
| Dąbrowa Górnicza        | 2014-2015 | 2014-2015 |
| Dresdner SC             | 2015-2016 | déc 2016  |
| Leonas de Ponce         | 2017      | 2017      |

## Palmarès

### Équipe nationale
- Championnat d'Amérique du Nord des moins de 20 ans
  - Vainqueur : 2008.

### Clubs
- Championnat d'Azerbaïdjan
  - Vainqueur : 2014.
- Coupe d'Allemagne
  - Vainqueur : 2016.
- Championnat d'Allemagne
  - Vainqueur : 2016.